# 锺明善
锺明善（1939年—），男，汉族，陕西咸阳人，中国书法家，中国书法家协会原副主席、顾问。曾先后师从书法家高乐三、程克刚、陈少默。

## 生平
1960年毕业于陕西师范大学中文系。

## 奖项和荣誉
书法作品1987年获“全国教师书法、美术、摄影展览”书法一等奖。2000年被教育部评为全国学术艺术教育先进个人；2001年被国务院授予有突出贡献专家称号，享受国务院政府特殊津贴，亦被聘为西安交通大学教授。

## 著作
著有《中国书法史》、《书法入门》、《书法欣赏导论》、《长安书法胜迹》、《行书技法》、《钟明善书法篆刻》。